# Geyersche Platte
Geyersche Platte este o arie protejată (arie de protecție specială avifaunistică — SPA) din Germania întinsă pe o suprafață de 2.769 ha, integral pe uscat.

## Localizare
Centrul sitului Geyersche Platte este situat la coordonatele 50°35′12″N 12°53′26″E / 50.5867°N 12.8906°E.

## Înființare
Situl Geyersche Platte a fost declarat arie de protecție specială avifaunistică în noiembrie 2006 pentru a proteja 19 specii de animale.

## Biodiversitate
Situată în ecoregiunea continentală, aria protejată nu include niciun habitat protejat.
La baza desemnării sitului se află mai multe specii protejate de  păsări (19): minunița (Aegolius funereus), rață mică (Anas crecca crecca), Anas platyrhynchos platyrhynchos, rața moțată (Aythya fuligula), barză albă (Ciconia ciconia ciconia), barză neagră (Ciconia nigra), ciocănitoare neagră (Dryocopus martius), Fulica atra atra, becațină comună (Gallinago gallinago), ciuvică (Glaucidium passerinum), sfrâncioc roșiatic (Lanius collurio), sfrâncioc mare (Lanius excubitor excubitor), gaia roșie (Milvus milvus), bătăuș (Philomachus pugnax), ciocănitoare verzuie (Picus canus), mărăcinar (Saxicola rubetra), Tachybaptus ruficollis ruficollis, fluierar de mlaștină (Tringa glareola), nagâț (Vanellus vanellus).